# Матана
Мата́на (Матано; индон. Matana, Danau Matano) — озеро в восточной части индонезийской провинции Южный Сулавеси, на юго-востоке центральной части острова Сулавеси в округе Восточный Луву.

## Характеристика озера
Матана является олиготрофным озером, которое образовалось на месте криптодепрессии от одного до четырёх миллионов лет назад. Глубина составляет 590 м, что позволяет его включить в десятку самых глубоких озёр мира. Озеро имеет длину 28 км, ширину 8 км и площадь водной поверхности 164 км². Площадь водосбора 436 км². Прозрачность воды высокая (до 20 м). Эуфотическая зона простирается в глубину до 130 м. На глубине около 100 м зарегистрирован стойкий термоклин. Из озера Матана вытекает река Петеа, которая потом впадает в озеро Махалона.

## Климат
В течение года в окрестностях озера выпадает около 2737 мм. Температура варьирует от 22-31 °C, а средняя температура составляет 24 °C.

## Биологическое разнообразие
Биота озера характеризуется большим количеством эндемичных видов. Эндемиками являются 13 видов рыб, 7 видов креветок, 3 вида крабов и 4 вида моллюсков. Большинство эндемичных видов рыб рода Telmatherina встречаются не глубже 20 м.